# Lhota pod Libčany
Lhota pod Libčany là một làng thuộc huyện Hradec Králové, vùng Královéhradecký, Cộng hòa Séc.